# Model Blacka-Scholesa
Model Blacka-Scholesa – matematyczny model rynku opisujący dynamikę cen instrumentów finansowych w czasie, służący do wyceny instrumentów pochodnych. Wyceniając opcje europejskie na rynku Blacka-Scholesa, otrzymuje się wzór Blacka-Scholesa. Praca zawierająca ten wzór została opublikowana przez Fishera Blacka i Myrona Scholesa w 1973 roku. Aksjomaty procesu cen, na których opiera się model zostały zaproponowane już w 1965 r. przez Paula Samuelsona. Udział w tworzeniu modelu miał również Robert C. Merton, dlatego model ten bywa też nazywany modelem Blacka-Scholesa-Mertona.
Model ten jest często wykorzystywany do wyceny z powodu swej prostoty. Założenia, na których się opiera są jednak mało realistyczne, przez co model w swojej klasycznej postaci niezbyt dobrze dopasowuje się do rynkowej rzeczywistości.

## Model

### Klasyczny model Blacka-Scholesa
Klasyczny model Blacka-Scholesa to model rynku złożonego z jednego instrumentu bezryzykowego (rachunku bankowego), którego cenę w chwili {\displaystyle t} oznaczamy {\displaystyle B_{t}} oraz instrumentu ryzykownego (akcji) o cenie w chwili {\displaystyle t} równej {\displaystyle S_{t}.} Dokonujemy następujących założeń:
1. Na rynku nie ma możliwości arbitrażu.
2. Można bez ryzyka pożyczać i lokować dowolną ilość gotówki po tej samej, stałej stopie procentowej.
3. Można handlować dowolną liczbą akcji, nawet niecałkowitą lub ujemną (dopuszczamy krótką sprzedaż).
4. Nie ma kosztów transakcyjnych.
5. Spółki nie wypłacają dywidend.

Zakładamy ponadto, że ceny instrumentów są procesami stochastycznymi na przestrzeni probabilistycznej {\displaystyle (\Omega ,{\mathcal {F}},P).} Proces cen akcji {\displaystyle S_{t}} spełnia następujące warunki:
- {\displaystyle S_{0}} jest stałą (znamy cenę akcji w chwili {\displaystyle 0}),
- dla każdego {\displaystyle t\geqslant 0\quad S_{t}>0} (cena akcji jest w każdym momencie dodatnia),
- dla każdych {\displaystyle t,h\geqslant 0} zmienna {\displaystyle {\frac {S_{t+h}}{S_{t}}}} jest niezależna od {\displaystyle \sigma }-ciała {\displaystyle {\mathcal {F}}_{t}^{S}=\sigma (S_{u}\colon u\leqslant t),} tzn. stopa zysku z akcji w okresie od {\displaystyle t} do {\displaystyle t+h} nie zależy od zachowania się cen do momentu {\displaystyle t,}
- dla każdych {\displaystyle t,h\geqslant 0} zmienne {\displaystyle {\frac {S_{t+h}}{S_{t}}}} i {\displaystyle {\frac {S_{h}}{S_{0}}}} mają ten sam rozkład, tzn. rozkład stopy zysku z akcji w okresie od {\displaystyle t} do {\displaystyle t+h} zależy jedynie od długości tego okresu,
- proces {\displaystyle S_{t}} ma ciągłe trajektorie.

Powyższe założenia implikują, że proces {\displaystyle S_{t}} jest rozwiązaniem stochastycznego równania różniczkowego:
{\displaystyle dS_{t}=\mu S_{t}dt+\sigma S_{t}dW_{t},}
gdzie {\displaystyle S_{0}>0,} {\displaystyle \mu ,\sigma >0,} zaś {\displaystyle W_{t}} jest procesem Wienera.
Proces ceny rachunku bankowego, jako aktywa pozbawionego ryzyka spełnia
{\displaystyle dB_{t}=rB_{t}dt,}
gdzie {\displaystyle B_{0}=1,} zaś {\displaystyle r>0} jest stopą procentową (kapitalizacja ciągła).
Powyższe równania można rozwiązać, otrzymując
{\displaystyle B_{t}=e^{rt},}
{\displaystyle S_{t}=S_{0}e^{(\mu -{\frac {1}{2}}\sigma ^{2})t+\sigma W_{t}}.}

### Ogólny model Blacka-Scholesa
Klasyczny model Blacka-Scholesa można uogólnić do modelu rynku złożonego z jednego instrumentu bezryzykowego o cenie {\displaystyle B_{t}} oraz {\displaystyle d} instrumentów ryzykownych o cenach {\displaystyle S_{t}^{i},i=1,\dots ,d.}
Walor bezryzykowy jest opisany stochastycznym równaniem:
{\displaystyle dB_{t}=r(t)B_{t}dt,} przy czym {\displaystyle B_{0}=1.}
Cena {\displaystyle i}-tej akcji spełnia równanie:
{\displaystyle dS_{t}^{i}=S_{t}^{i}[\mu _{i}(t)dt+\sum _{j=1}^{n}\sigma _{ij}(t)dW_{t}^{j}],} {\displaystyle S_{0}^{i}>0,i=1,\dots ,d,}
gdzie {\displaystyle W_{t}} jest {\displaystyle n}-wymiarowym procesem Wienera: {\displaystyle W_{t}=(W_{t}^{1},\dots ,W_{t}^{n}).}
Zakładamy, proces stopy procentowej {\displaystyle r(t)} jest procesem deterministycznym (nielosowym), proces dryfu {\displaystyle \mu (t)} oraz proces dyfuzji {\displaystyle \sigma (t)} są progresywnie mierzalne i spełniają warunek regularności:
{\displaystyle \int \limits _{0}^{T}(|r(t)|+\|\mu (t)\|+\|\sigma (t)\|^{2})dt<\infty .}

## Wycena w modelu Blacka-Scholesa
W klasycznym modelu Blacka-Scholesa instrumenty wycenia się, korzystając z równoważnej miary martyngałowej {\displaystyle P^{*},} o gęstości
{\displaystyle {\frac {dP^{*}}{dP}}=\exp \left({\frac {r-\mu }{\sigma }}W_{T}-{\frac {1}{2}}\left({\frac {r-\mu }{\sigma }}\right)^{2}T\right),}
w której proces cen opisuje równanie stochastyczne
{\displaystyle dS_{t}=rS_{t}dt+\sigma S_{t}dW_{t}.}
Z istnienia dokładnie jednej równoważnej miary martyngałowej wynika, że klasyczny model Blacka-Scholesa opisuje rynek pozbawiony możliwości arbitrażu i zupełny.
Cenę wypłaty w wysokości {\displaystyle X} następującej w chwili {\displaystyle T} wyliczamy w następujący sposób:
{\displaystyle \Pi _{0}(X)=e^{-rT}\mathbb {E} _{P^{*}}(X),}
w szczególności, jeżeli wielkość wypłaty w chwili {\displaystyle } zależy jedynie od ceny akcji {\displaystyle S_{T}} w chwili {\displaystyle T,} tzn. {\displaystyle X=f(S_{T})} dla pewnej funkcji mierzalnej {\displaystyle f,} cena tej wypłaty jest równa
{\displaystyle \Pi _{0}(X)=e^{-rT}{\frac {1}{\sqrt {2\pi }}}\int _{-\infty }^{\infty }f\left(S_{0}e^{\left(r-{\frac {\sigma ^{2}}{2}}\right)t+\sigma {\sqrt {t}}x}\right)e^{-{\frac {x^{2}}{2}}}dx.}
Podstawiając {\displaystyle f(x)=(x-K)^{+}} lub {\displaystyle f(x)=(K-x)^{+},} otrzymujemy wzory Blacka-Scholesa na wycenę europejskich opcji kupna i sprzedaży odpowiednio.

## Równanie Blacka-Scholesa
W obliczeniach numerycznych często cenę instrumentu pochodnego w modelu Blacka-Scholesa wylicza się, rozwiązując pewne równanie różniczkowe cząstkowe, tzw. równanie Blacka-Scholesa. Okazuje się, że cena {\displaystyle V(S_{t},t)} na moment {\displaystyle t} instrumentu finansowego o wypłacie zależnej jedynie od ceny akcji w chwili {\displaystyle T} spełnia:
{\displaystyle {\frac {\partial V}{\partial t}}+{\frac {1}{2}}\sigma ^{2}S^{2}{\frac {\partial ^{2}V}{\partial S^{2}}}+rS{\frac {\partial V}{\partial S}}-rV=0,} ze znanym warunkiem końcowym {\displaystyle V(S_{T},T).}

### Wyprowadzenie
Ze wzoru Itô otrzymujemy
{\displaystyle dV(S_{t},t)=\left(\mu S_{t}{\frac {\partial V}{\partial S}}(S_{t},t)+{\frac {\partial V}{\partial t}}(S_{t},t)+{\frac {1}{2}}\sigma ^{2}S_{t}^{2}{\frac {\partial ^{2}V}{\partial S^{2}}}(S_{t},t)\right)dt+\sigma S_{t}{\frac {\partial V}{\partial S}}(S_{t},t)dW_{t}.}
Konstruujemy w chwili {\displaystyle t} portfel w sposób następujący: pozycja krótka w jednym instrumencie pochodnym, pozycja długa w {\displaystyle {\frac {\partial V}{\partial S}}(S_{t},t).} Wartość tego portfela w chwili {\displaystyle s\in [t,t+\Delta t]} to
{\displaystyle \Pi _{s}=-V(S_{s},s)+{\frac {\partial V}{\partial S}}(S_{t},t)S_{s},}
stąd
{\displaystyle d\Pi _{t}=-dV(S_{t},t)+{\frac {\partial V}{\partial S}}(S_{t},t)dS_{t}.}
Wstawiamy znane wyrażenia na {\displaystyle dV(S_{t},t),} {\displaystyle dS_{t},} otrzymując
{\displaystyle d\Pi _{t}=-\left({\frac {\partial V}{\partial t}}(S_{t},t)+{\frac {1}{2}}\sigma ^{2}S_{t}^{2}{\frac {\partial ^{2}V}{\partial S^{2}}}(S_{t},t)\right)dt.}
Widzimy zatem, że proces ceny tak skonstruowanego portfela jest deterministyczny (zniknął człon zawierający {\displaystyle dW_{t}}), zatem ten portfel jest pozbawiony ryzyka. Wobec założenia braku arbitrażu stopa zysku z tego portfela musi być równa rynkowej stopie bezryzykowej. Musi być zatem spełnione
{\displaystyle d\Pi _{t}=r\Pi _{t}dt,}
co możemy przepisać jako
{\displaystyle -\left({\frac {\partial V}{\partial t}}(S_{t},t)+{\frac {1}{2}}\sigma ^{2}S_{t}^{2}{\frac {\partial ^{2}V}{\partial S^{2}}}(S_{t},t)\right)dt=r\left(-V(S_{t},t)+{\frac {\partial V}{\partial S}}(S_{t},t)S_{t}\right)dt.}
Redukując z obu stron człon {\displaystyle dt,} przenosząc na jedną stronę i porządkując, otrzymujemy równanie Blacka-Scholesa.

## Aproksymacja za pomocą drzew dwumianowych
Klasyczny model Blacka-Scholesa można przybliżać za pomocą modeli dyskretnych, tzw. drzew dwumianowych. Ciąg modeli dwumianowych przybliżających model Blacka-Scholesa konstruuje się następująco:
1. Dzielimy odcinek {\displaystyle [0,T]} na {\displaystyle n} równych części długości {\displaystyle \delta _{n}={\frac {T}{n}}.}
2. Na każdym odcinku czasu przyjmujemy stopę procentową {\displaystyle r_{n}=e^{r\delta _{n}}-1.}
3. Konstruujemy proces {\displaystyle \{S_{k}^{(n)}\}_{k=0,1,\dots ,n}} w sposób następujący:

{\displaystyle S_{0}^{(n)}=s_{0},}
{\displaystyle S_{k+1}^{(n)}=S_{k}^{(n)}U,} gdzie {\displaystyle \mathbb {P} (U=e^{\sigma {\sqrt {\delta _{n}}}})=p_{n}=1-\mathbb {P} (U=e^{-\sigma {\sqrt {\delta _{n}}}}),} zaś {\displaystyle p_{n}={\frac {e^{r\delta _{n}}-e^{-\sigma {\sqrt {\delta _{n}}}}}{e^{\sigma {\sqrt {\delta _{n}}}}-e^{-\sigma {\sqrt {\delta _{n}}}}}}.}
Wówczas proces {\displaystyle \{{\hat {S}}_{t}^{(n)}\}_{0\leqslant t\leqslant T}} otrzymany poprzez liniową interpolację procesu {\displaystyle \{S_{k}^{(n)}\}_{k=0,1,\dots ,n}} zbiega słabo w przestrzeni funkcji ciągłych na odcinku {\displaystyle [0,T]} do procesu {\displaystyle S_{t}} spełniającego
{\displaystyle dS_{t}=rS_{t}dt+\sigma S_{t}dW_{t},}
{\displaystyle S_{0}=s_{0}.}
Oznacza to, że ceny Blacka-Scholesa wypłat zależnych jedynie od trajektorii ceny akcji, tzn. postaci {\displaystyle X=f(\{S_{t}\colon 0\leqslant t\leqslant T\})} można przybliżać za pomocą skonstruowanych jak wyżej modeli CRR.

## Kalibracja modelu
Jedynym nieznanym parametrem modelu jest współczynnik dyfuzji (zwany także zmiennością) {\displaystyle \sigma .} Do obliczenia zmienności można stosować dwie metody:
1. metoda zmienności historycznej,
2. metoda zmienności implikowanej.

### Zmienność historyczna
Estymujemy parametr {\displaystyle \sigma } z historycznych cen akcji. Z danych {\displaystyle S_{t_{0}},\dots ,S_{t_{n}},} gdzie {\displaystyle t_{i}=t_{0}+i\tau } konstruujemy zmienne
{\displaystyle U_{i}=\log {\frac {S_{t_{i}}}{S_{t_{i-1}}}}.}
Z założenia postaci procesu {\displaystyle S_{t}} zmienne {\displaystyle U_{i}} mają rozkład {\displaystyle {\mathcal {N}}\left(\left(\mu -{\frac {\sigma ^{2}}{2}}\right)\tau ,\sigma ^{2}\tau \right).} Jako estymator zmienności możemy więc przyjąć
{\displaystyle {\hat {\sigma }}={\frac {1}{\sqrt {\tau }}}{\sqrt {{\frac {1}{n-1}}\sum _{i=1}^{n}(U_{i}-{\bar {U_{i}}})^{2}}}.}
Problem z taką estymacją polega na tym, że należy brać duże {\displaystyle n,} aby zmniejszyć błąd estymacji (który maleje proporcjonalnie do {\displaystyle {\sqrt {n}}}), a jednocześnie dane nie mogą pochodzić ze zbyt długiego przedziału czasowego, gdyż badania empiryczne dowodzą, że zmienność nie jest stała w czasie.

### Zmienność implikowana
Polega na wyczytaniu zmienności z notowań cen opcji europejskich przy użyciu wzoru Blacka-Scholesa na wycenę opcji. Wzór ten uzależnia cenę opcji od jej parametrów:
{\displaystyle C=C(S_{0},T,K,\sigma ,r),}
gdzie:
{\displaystyle S_{0}} – bieżąca cena akcji,
{\displaystyle T} – czas do zapadalności,
{\displaystyle K} – cena wykonania,
{\displaystyle \sigma } – zmienność,
{\displaystyle r} – stopa procentowa pozbawiona ryzyka.
Istotne jest to, że jest to funkcja rosnąca ze względu na argument {\displaystyle \sigma ,} zatem można ją odwrócić, tzn. dla danych {\displaystyle S_{0},T,K,r} znaleźć wielkość {\displaystyle \sigma _{imp}} taką, że
{\displaystyle C_{obs}=C(S_{0},T,K,\sigma _{imp},r),}
gdzie {\displaystyle C_{obs}} jest obserwowaną (rynkową) ceną opcji. Dla danych cen rynkowych opcji {\displaystyle C_{1},C_{2},\dots ,C_{n}} jako wartość zmienności implikowanej dla rynku można przyjąć:
- ważoną średnią zmienności implikowanej dla poszczególnych opcji,
- rozwiązanie problemu optymalizacyjnego {\displaystyle \min _{\sigma }\sum _{i=1}^{n}(C_{i}-C(S_{0}^{i},T^{i},K^{i},\sigma ,r))^{2}.}

Zaobserwowano, że zmienność implikowana nie jest stała dla wszystkich opcji, ale zależy od ceny wykonania {\displaystyle K} oraz czasu do zapadalności {\displaystyle T.} Mając to na uwadze, dla ustalonego czasu zapadalności {\displaystyle T} szuka się funkcji {\displaystyle K\mapsto \sigma _{imp}(K),} wyliczając wartość {\displaystyle \sigma _{imp}(K^{i})} w pewnych punktach {\displaystyle K^{i},} a następnie przeprowadzając interpolację (np. metodą vanna-volga) pomiędzy nimi.